# 泰國眼鏡蛇
泰國眼鏡蛇（学名：Naja siamensis），又名暹羅眼鏡蛇或中南半島射毒眼鏡蛇、黑白射毒眼鏡蛇，是分佈在東南亞的一種射毒眼鏡蛇。牠們會噴灑毒素到敵人身上，若毒素進入眼睛，就會產生劇毒或失明。
种加名 siamensis 意为“暹罗的”。

## 特徵
泰國眼鏡蛇是中等大小及較為厚身的眼鏡蛇。牠們呈灰色、褐色及黑色，有白色的斑點或斑紋。這些斑點或斑紋可以覆蓋達整個身體，令人看似整條呈白色。牠們長0.9-1.2米，有些甚至長達1.6米。
泰國眼鏡蛇與孟加拉眼鏡蛇有相似的大小及外觀，且棲息在相似的環境。

## 分佈及棲息地
泰國眼鏡蛇分佈在東南亞，包括泰國、柬埔寨、越南、老撾及緬甸。牠們棲息在低地至山區的平原至林地。牠們也會因覓食而在鄉村出沒。

## 行為
泰國眼鏡蛇主要是夜間活動的。日間會有很多不同的行為表現，一般會較為膽小及逃走。在黃昏時份則會變得具攻擊性。
當受到威脅時，泰國眼鏡蛇會升起及脹大皮褶。若對方不退避，牠們會針對頭部噴灑毒素，距離可達3米。牠們隨之會逃走，最後才會咬人。

## 食性
泰國眼鏡蛇主要吃齧齒目动物、鳥類及細小的爬行動物，如蛇及蜥蜴。

## 繁殖
泰國眼鏡蛇是卵生的。雌蛇會生13-28隻蛋，孵化期為48-70日。幼蛇出生後立即獨立，長約12-20厘米，與成年的一樣可以致命。

## 毒素
泰國眼鏡蛇的毒素主要是神經毒素。被咬後會出現疼痛、腫脹及壞疽。若毒素進入眼睛，可以產生即時的痛楚及短暫或永久失明。有些個案出現死亡情況。

## 保育狀況
其被列為《瀕危野生動植物種國際貿易公約》附錄二的物種，被限制出口及貿易。